# Rakowo (Płońsk)
Pour les articles homonymes, voir Rakowo.
Rakowo (prononciation : [raˈkɔvɔ]) est un village polonais de la gmina de Dzierzążnia dans le powiat de Płońsk de la voïvodie de Mazovie dans le centre-est de la Pologne.
Il se situe à environ 4 kilomètres à l'est de Dzierzążnia (siège de la gmina), 7 kilomètres à l'ouest de Płońsk (siège du powiat) et à 68 kilomètres au nord-ouest de Varsovie (capitale de la Pologne).
Le village compte approximativement une population de 50 habitants.

## Histoire
De 1975 à 1998, le village appartenait administrativement à la voïvodie de Ciechanów.